# Bothrops barnetti
Bothrops barnetti este o specie de șerpi din genul Bothrops, familia Viperidae, descrisă de Parker 1938. Conform Catalogue of Life specia Bothrops barnetti nu are subspecii cunoscute.